# Hetty Green

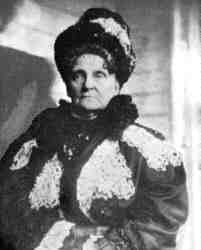
Hetty Green

Hetty Green, właśc. Henrietta Howland Green (ur. 21 listopada 1834 w New Bedford, zm. 3 lipca 1916 w Nowym Jorku) – amerykańska finansistka, inwestorka giełdowa, milionerka. Powszechnie uznawana za symbol skąpstwa.

## Wczesne życie
Urodziła się w portowym mieście New Bedford w stanie Massachusetts w rodzinie przedsiębiorców, z wyznania kwakrów. Jej ojciec, Edward Mott Robinson, był właścicielem dużej floty wielorybniczej.
Już w wieku sześciu lat zainteresowała się finansami, czytając słabo widzącemu ojcu gazety o tej tematyce. W wieku 13 lat zajęła się prowadzeniem rodzinnych ksiąg rachunkowych. Po śmierci ojca w 1864 Hetty odziedziczyła majątek w gotówce i papierach wartościowych o wartości 7,5 mln dolarów (ok. 115 mln USD w 2022). W całości zainwestowała je w obligacje wojenne emitowane przez rząd USA w trakcie wojny secesyjnej.

## Małżeństwo z Edwardem Greenem
W 1867 w wieku 33 lat poślubiła Edwarda Henry'ego Greena pochodzącego z zamożnej rodziny ze stanu Vermont. Przed ślubem Hetty i Edward podpisali intercyzę, w której zdecydowali się zachować rozdzielność majątkową. Państwo Green początkowo mieszkali w domu Edwarda na Manhattanie, ale ze względu na grożący proces o podział majątku, który chcieli wytoczyć Hetty jej kuzyni, przeprowadzili się do Londynu. Tam też urodziły się ich dzieci: Edward Howland Robinson "Ned" Green (ur. 23 sierpnia 1868) i Hetty Sylvia Ann Howland Green (ur. 7 stycznia 1871).
Interesy prowadzili odrębnie. Hetty opracowała własną strategię inwestowania, której generalnie trzymała się później przez całe życie: inwestować tylko w bezpieczne papiery, zostawiać część środków w rezerwie, nie podążać za modą.
Po kilku latach emigracji wrócili z Londynu do USA i zamieszkali w rodzinnym domu Greenów w Bellows Falls w stanie Vermont. Hetty szybko zyskała sobie złą sławę jako osoba niezwykle kłótliwa. Swój temperament wyładowywała zarówno na rodzinie, jak i na służbie domowej, i okolicznych sklepikarzach.
Małżeństwo Greenów przeżyło załamanie po zapaści domu finansowego John J. Cisco & Son, w którym głównym inwestorem była Hetty, a którego głównym dłużnikiem był Edward. Hetty odmówiła spłacenia długów męża i wycofała środki z domu finansowego, przyczyniając się do jego upadku. Edward wyprowadził się wówczas z domu. W późniejszych latach małżonkowie pogodzili się, a Hetty opiekowała się chorym na zapalenie nerek mężem w latach poprzedzających jego śmierć (19 lutego 1902).

## Sława skąpca

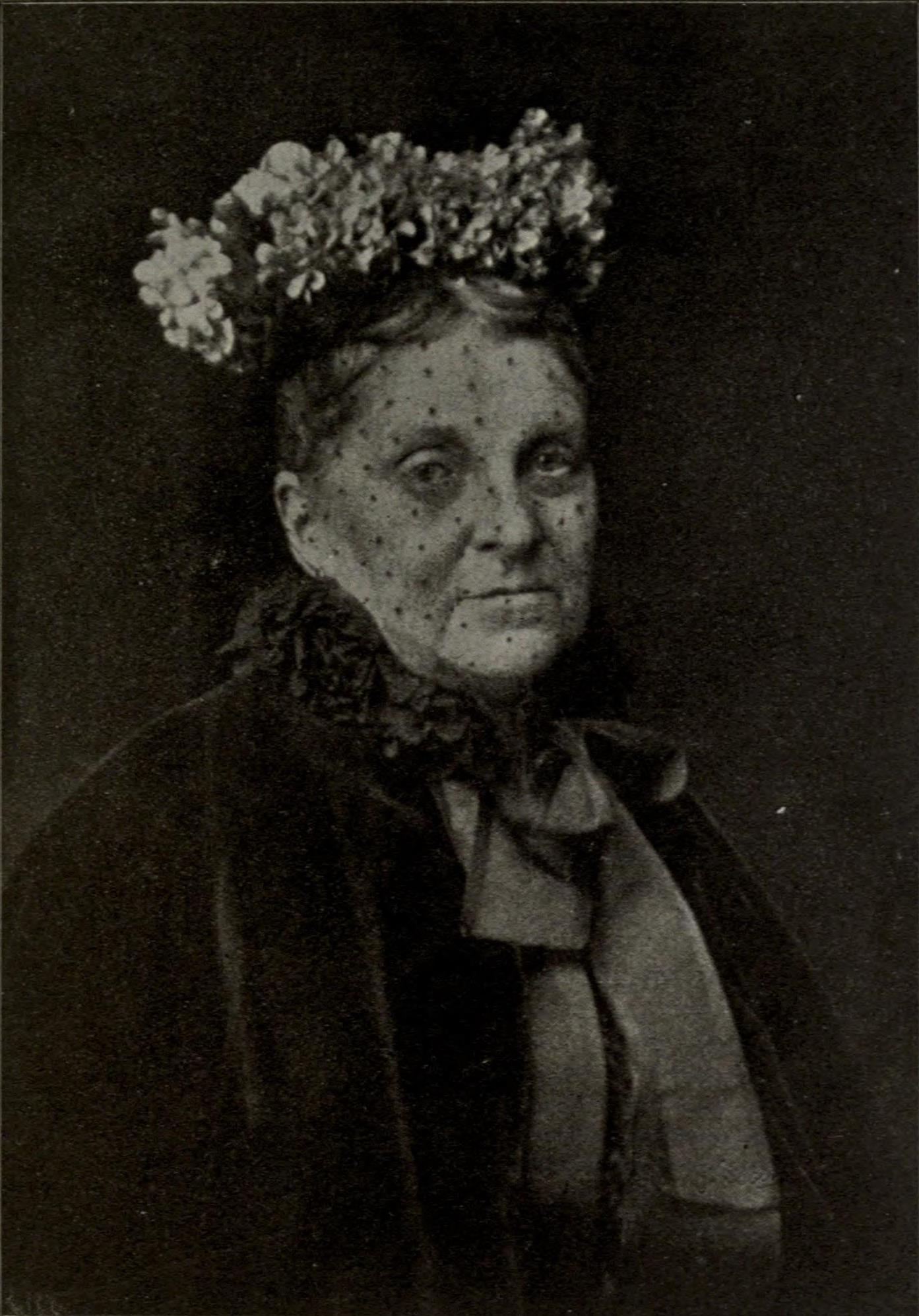
Hetty Green ok. 1905

Hetty Green była w Nowym Jorku powszechnie znanym inwestorem giełdowym. O jej skąpstwie krążyły mniej i bardziej bliskie prawdzie legendy. Mawiano na przykład, że z oszczędności myła się tylko w zimnej wodzie, że miała zawsze tylko jeden komplet ubrań – noszony aż do zdarcia, że jeździła starym powozem i odżywiała się głównie tanimi pasztecikami (po 15 centów sztuka). Dlatego też nazywana była "wiedźmą z Wall Street".
Prowadziła rozległe interesy, ale nie posiadała własnego biura. Swoje dokumenty przenosiła w walizach, które rozkładała w holu jednego z nowojorskich banków, w którym trzymała swoje pieniądze. Rzekomo także w banku przygotowywała sobie posiłki – podgrzewając je na kaloryferze.
Hetty odnosiła coraz większe sukcesy finansowe, inwestując w nieruchomości i kolej, a także udzielając pożyczek (w tym kilkakrotnie miastu Nowy Jork). Jednocześnie prowadziła niezwykle skromne życie. Gdy jej syn Ned jako dziecko złamał nogę, zaprowadziła go do szpitala dla ubogich. Została jednak rozpoznana – lekarze odmówili przyjęcia Neda za darmo i zażądali pieniędzy. Zabrała wówczas syna i leczyła go domowymi sposobami. Skutkiem tego była gangrena i amputacja kończyny.
Córkę wydała za mąż dopiero w 1909, gdy Sylwia miała 38 lat. Przez wiele lat odrzucała kandydatów do jej ręki, obawiając się łowców posagów. W końcu Sylwia wyszła za mąż za milionera Matthew Astora Wilksa. Po wyprowadzce Sylwii Hetty została w domu sama. Kupiła wówczas dwa małe mieszkania: jedno w Brooklinie, a drugie w podnowojorskim Hoboken w stanie New Jersey. W ciągu następnych lat nieustannie przeprowadzała się z jednego mieszkania do drugiego, dzięki czemu nie posiadała rezydencji podatkowej w żadnym stanie.
Pod koniec życia ciężko chorowała na przepuklinę. Nie chciała się jednak poddać operacji, bo ta kosztowała 150 dolarów (ok. 3,25 tys. USD w 2022). Przeżyła kilka zawałów serca i poruszała się na wózku inwalidzkim. Ogarnęła ją obsesja na punkcie bezpieczeństwa – wmówiła sobie, że może zostać porwana lub otruta.

## Śmierć
Zmarła w 1916 w Nowym Jorku w wieku 81 lat. Według legendy bezpośrednią przyczyną zgonu był udar mózgu, wywołany kłótnią z pokojówką na temat wartości odżywczych tańszego mleka odtłuszczonego. W rzeczywistości serce Hetty nie wytrzymało serii zawałów, które przeszła wiosną 1916. Pochowano ją u boku męża w Bellows Falls w stanie Vermont.
Wedle różnych szacunków Hetty Green pozostawiła po sobie majątek wart od 100 do 200 milionów dolarów (od ok. 1,84 mld do ok. 3,69 mld USD w 2022), w całości odziedziczony przez dwójkę dzieci. Ned, znany kolekcjoner znaczków pocztowych i monet, wydał fortunę na ekstrawaganckie, rozrzutne życie. Znany był również ze wspierania nauki. Również córka Sylwia nie prowadziła oszczędnego życia. Umierając w 1951, posiadała jednak majątek wart ok. 100 milionów dolarów (ok. 898 mln USD w 2022), które niemal w całości przekazała w testamencie na cele dobroczynne.